# История прав женщин
Ниже изложена история принятия законов о правах женщин (личных, имущественных и иных) в разных странах. Одной из первых деклараций прав женщин была Декларация чувств. Зависимое положение женщин в раннем праве подтверждается свидетельствами самых древних систем.

## Закон Моисея
Закон Моисея в денежных вопросах почти уравнивает женщин и мужчин. Женщина имела право:
- на собственную частную собственность (земля, скот, рабы, прислуга)
- наследовать все, что кто-либо завещал ей в качестве посмертного дара, и наследовала[2] наравне с братьями и, при отсутствии сыновей, наследовала всё (Нав. 17:3—6)
- завещать свое имущество другим в качестве дара смерти. Если женщина не оставила завещание, её имущество наследовали её дети, если они у неё были, её муж, если она была замужем, или её отец, если она была одинока
- подать иск в суд, и ей не требовалось, чтобы её представлял мужчина.

В некоторых ситуациях женщины имели больше прав, чем мужчины:
- пленниц нужно было выкупить раньше, чем пленников-мужчин
- сыновья наследовали имущество, из которого были обязаны содержать свою мать и сестёр, а если это уничтожит наследство, сыновьям приходилось пополнять свой доход из других источников.

У женщин было меньше возможностей и привилегий, чем у мужчин, когда дело касалось конкретной религиозной или сакраментальной деятельности:
- в делах, связанных с денежными средствами или смертной казнью, женщины не могли выступать в качестве свидетелей
- женщина не могла стать священослужительницей (коэн) в Храме
- женщина не могла быть царствующей, монархом должен был быть мужчина
- развод мог дать только муж, после чего женщина получала брачный договор (ктуба) и значительную часть своего приданого
- обет незамужней девочки в возрасте от 12 лет до 12,5 лет мог быть аннулирован её отцом, а обет жены, затрагивающий супружеские обязательства, мог быть аннулирован её мужем
- вина или невиновность жены, обвиняемой в прелюбодеянии, могла быть проверена в рамках трактата Сота
- дочери могли наследовать только в случае отсутствия сыновей.

## Месопотамское право
В Древней Месопотамии правовой статус большинства женщины был низким. Большинство упоминаний о женщинах касалось рождаемости, собственности или пола. Кодекс Хаммурапи свидетельствует о том, что женщины имели ограниченные права, когда дело касалось развода, рождаемости, собственности и секса.
Наследование
- при отсутствии приданого дочери включались в наследство после смерти отца и имели право на получение части движимого имущества из отцовского дома[4]
- наследство или приданое принадлежало им лично
- если замужняя женщина умирала, её приданое подлежало разделу между детьми и не возвращалось отцу[5]
- если умирал мужчина, имеющий детей, которых он не воспитывал и не признавал, то его первая жена имела законное право получить как свое приданое, так и брачный расчёт, сохранить место жительства в доме мужа и передать свое имущество детям. Ограничения касались запрета на продажу дома умершего мужа, его рабыни вместе с детьми освобождались[3].
- если дети рабыни от хозяина дома были признаны им своими собственными детьми, то после его смерти имущество делилось поровну между детьми рабыни и первой по рангу женой[3].

Если дворянин так жестоко избил беременную женщину, что у неё случился выкидыш, он возмещал ущерб. Размер компенсации определялся социальным положением беременной: десять сиклей серебра для плода дворянки, пять для плода простолюдинки и два для плода рабыни.
Мужчин наказывали за совершенные ими преступления по отношению к женщинам по Кодексу Хаммурапи:
- если отец изнасилует свою дочь, он изгонялся из города[5]
- мужчину, изнасиловавшего невесту-девственницу во время помолвки, в течение которой она ещё живёт со своей семьёй, казнили[3][5]

Законы, регулирующие секс:
- Прелюбодеяние рассматривалось как преступление против общества и его морали[6]
- если любовники были пойманы, их казнили вместе, если только муж не позволял своей жене жить, и царь также не простил её любовника[5]
- Если муж обвиняет свою жену в прелюбодеянии, не поймав её с поличным, все, что ей нужно сделать, это поклясться в своей невиновности, принеся клятву Богу
- Если при тех же обстоятельствах её обвиняет кто-то, кто не является её мужем, она должна пройти испытание Божественной реки, чтобы доказать мужу свою невиновность[5].

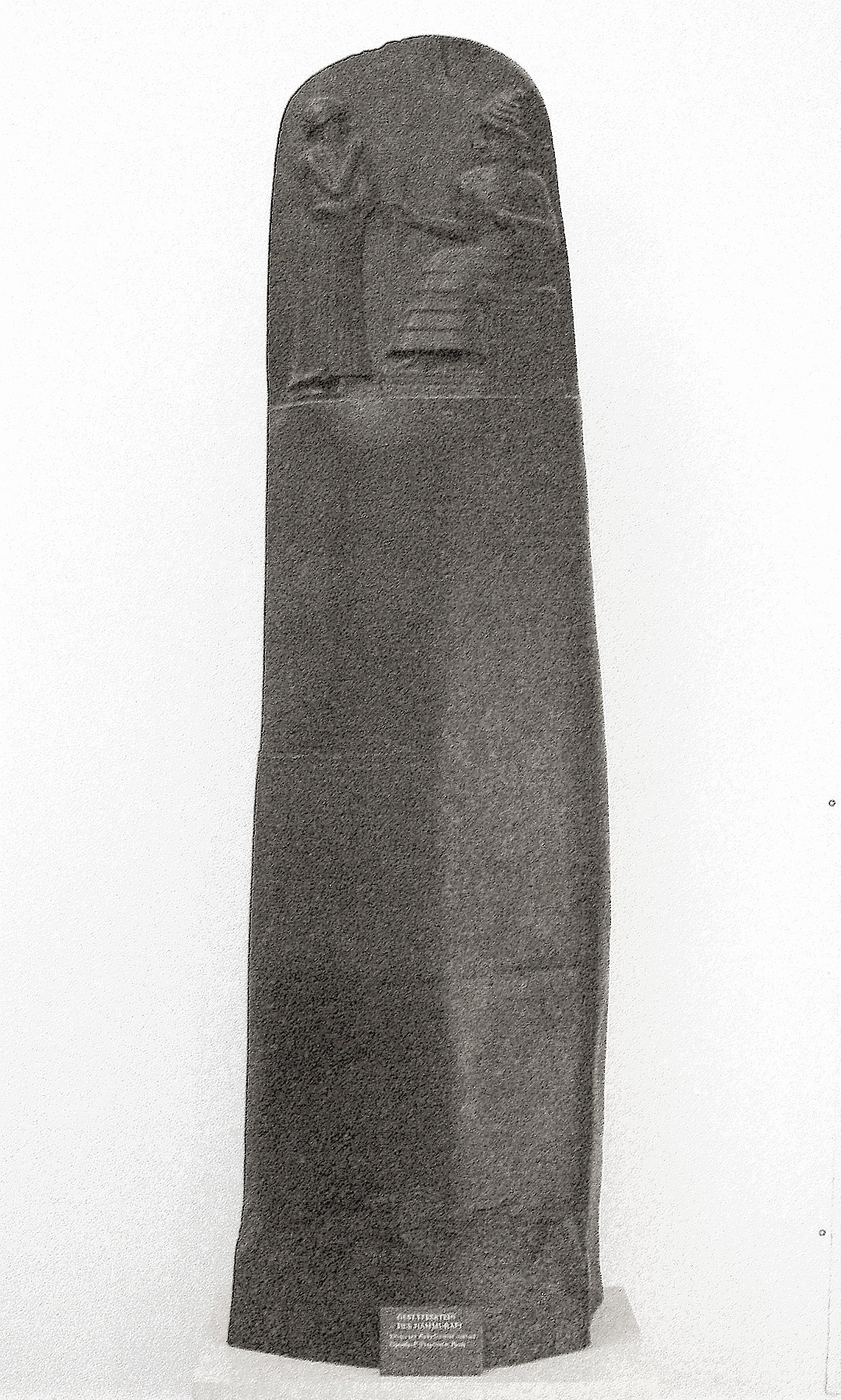
Базальтовый сланец с законами Хаммурапи.

Хотя месопотамские законы позволяли женщине действовать самостоятельно, социальная нормой предписывала руководство женщиной со стороны члена семьи мужского пола (брат, муж или взрослый сын).

## Египетское право

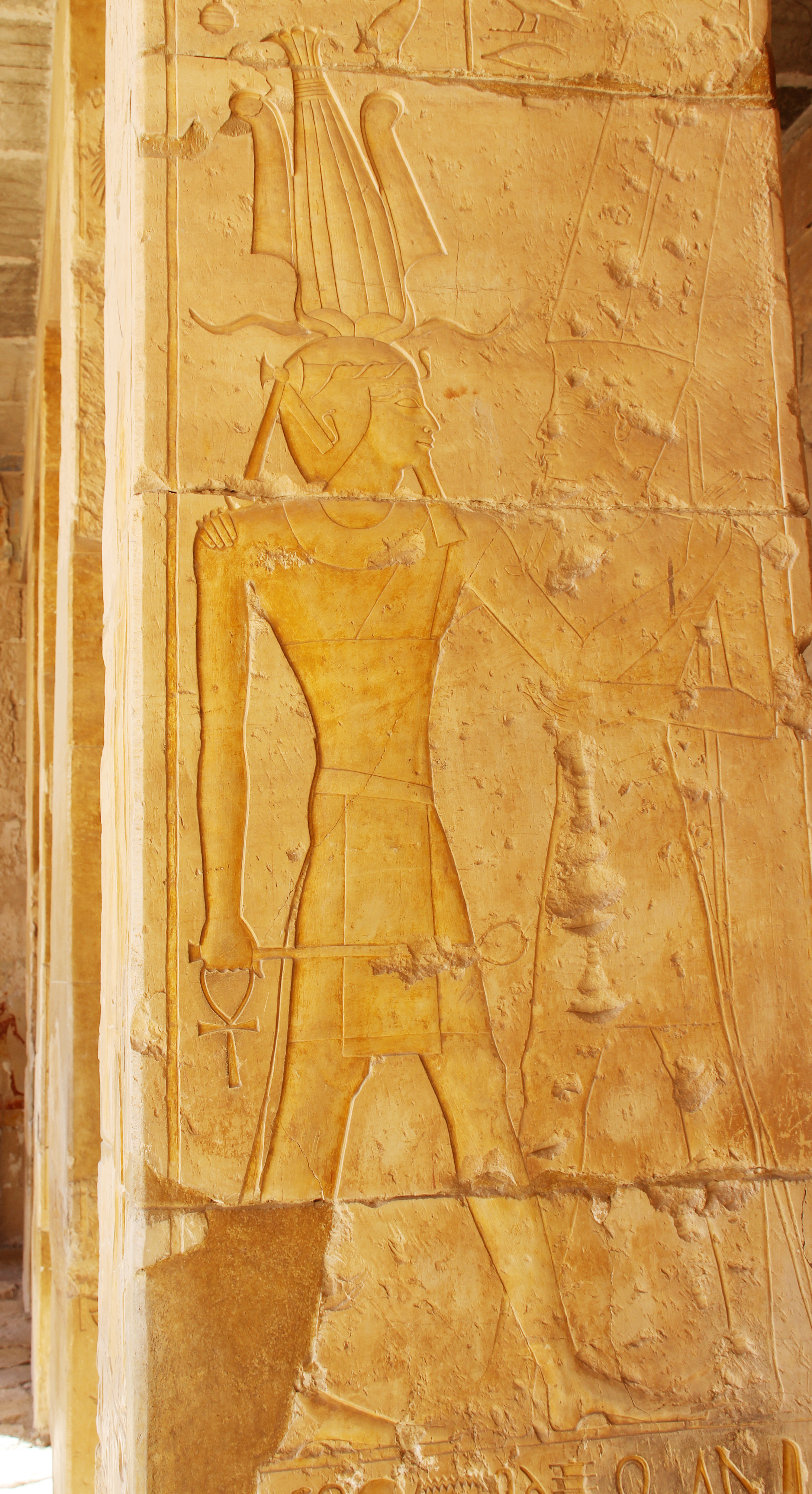
Резьба на стене погребального храма Хатшепсут.

В Древнем Египте юридически женщина имела те же права и статус, что и мужчина:
- египтянка имела право на собственную частную собственность (землю, скот, рабы, прислуга[7])
- имела право наследовать все, что кто-либо ей завещал, а также завещать свое имущество другим
- могла развестись с мужем (после чего все принадлежащее ей имущество, включая приданое, возвращалось в её единоличную собственность)
- могла подать иск в суд
- мужа могли подвергнуть порке и/или оштрафовать за избиение жены.

Женщины в Древнем Египте пользовались гораздо большим количеством прав, чем женщины других стран. Однако практика преступлений и наказаний была дискриминационной. Прелюбодеяние рассматривалось не только как форма преступления, ставившая под угрозу имущество женщины, но и как моральное преступление. После того, как против женщины возбуждалось дело о прелюбодеянии, вставал вопрос о лишении её прав. Определялось какая часть её имущества или приданого может быть отнята. Если женщина признавалась виновной, ей могли отрезать нос, в то время как мужчина за такие же действия получал удар плетью.
Среднестатистическая египтянка концентрировалась на доме и семье. Семья прослеживала свое происхождение по материнской линии, права собственности передавались от матери к дочери. Это не означало, что мужчины отказывались от общего контроля над собственностью. Равный статус между мужчинами и женщинами в браке в Древнем Египте отражён в различных формах искусства, где мужчины и женщины изображаются сидящими вместе как равные, или женщина стоит сзади и обнимает мужа, что также намекает на общие властные отношения. Также были найдены некоторые надписи, изображающие эти властные отношения, а также перечисляющие определённые титулы, которые могли занимать женщины из элиты. Женщины любили находиться на публике и могли владеть бизнесом. Они имели право на возможность работать вне дома, будь то вместе со своими мужьями или владея собственным бизнесом. Внутри дома мнение жены могло преобладать или иметь большое влияние в определённых делах. Мнение женщине можно было высказать, когда дело доходило до переговоров по контрактам вне дома, но не всегда в качестве основного брокера по сделке. Определяющим элементом древнеегипетского брака, в котором определялись права обеих сторон, был брачный контракт.
Известны женщины-фараоны (Хатшепсут, Клеопатра). Женщины занимали важные посты в правительстве и торговле. Женщины-фараоны обладали теми же правами и престижем, что и их коллеги-мужчины, но их правление не было обычным способом наследования трона. Ограничения египетских женщин:
- в области определённых публичных взаимодействий
- при семейных переговорах
- ограничение прав из-за супружеской измены.

## Хеттский закон
В хеттском законодательстве были части, где женщины имели такие же права, как и мужчины, а также другие разделы, где права были неравными.
Равные права с мужчинами:
- право на рассмотрение своих судебных дел[13]
- женщин не ограничивали домашнему хозяйству; разрешалась любая карьера, даже военная[14]
- в браке
- во владении собственностью.

Повышенный статус женщин был обусловлен их ролью в детопроизводстве (роды) и последующем воспитании детей.
Неравные права женщин:
- в случаях супружеской измены, если муж поймал жену с другим мужчиной, он имел право её убить. Жена не имела этого права, если её муж прелюбодействовал[13]
- Смерть была типичным наказанием за прелюбодеяние, если женщина была замужем, однако для одиноких женщин такое же поведение вообще не считалось преступлением[13]. Муж также мог решить развестись с женой, если он решил сохранить ей жизнь во время разбирательства[15]
- Изнасилование являлось ещё одним примером явной дискриминации. Мужчина мог быть наказан за изнасилование только в том случае, если преступление было совершено вне дома. Если изнасилование происходило в семье, то женщину считали виновной и ей объявляли выговор, так как её согласие считалось автоматическим  в этой ситуации[15]. Насильник мог быть наказан только в том случае, если муж поймает его с поличным[16].

Хеттское общество было в высшей степени патриархальным. Старший мужчина по-прежнему отвечал за домашнее хозяйство, хотя его роль не была абсолютной, а скорее надзорной. Кроме того, с женщинами не консультировались при принятии решений о них, например, о заключении брака.

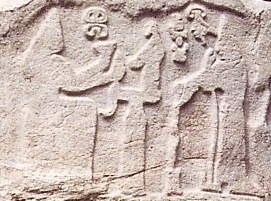
Изображение хеттской царицы Пудухепы, которая благодаря традиции независимой и политически активной царицы смогла иметь беспрецедентное влияние в делах хеттского царства

Есть несколько изображений женщин, сумевших занять влиятельные позиции в хеттском обществе:
- царица Пудухепа, дочь священника и жена Хаттусили III, самая известная хеттская царица и одна из самых могущественных женщин Древнего Ближнего Востока[18][19]. Имея хурритское происхождение, она смогла распространить свою культуру[19]. Её влияние в государстве продолжалось некоторое время после смерти мужа[18].Она также сыграла большую роль в религиозной трансформации, произошедшей во время её пребывания на посту королевы[19]. Её имя несколько раз появляется в текстах о предзнаменованиях снов, и она была автором двух важных молитв.

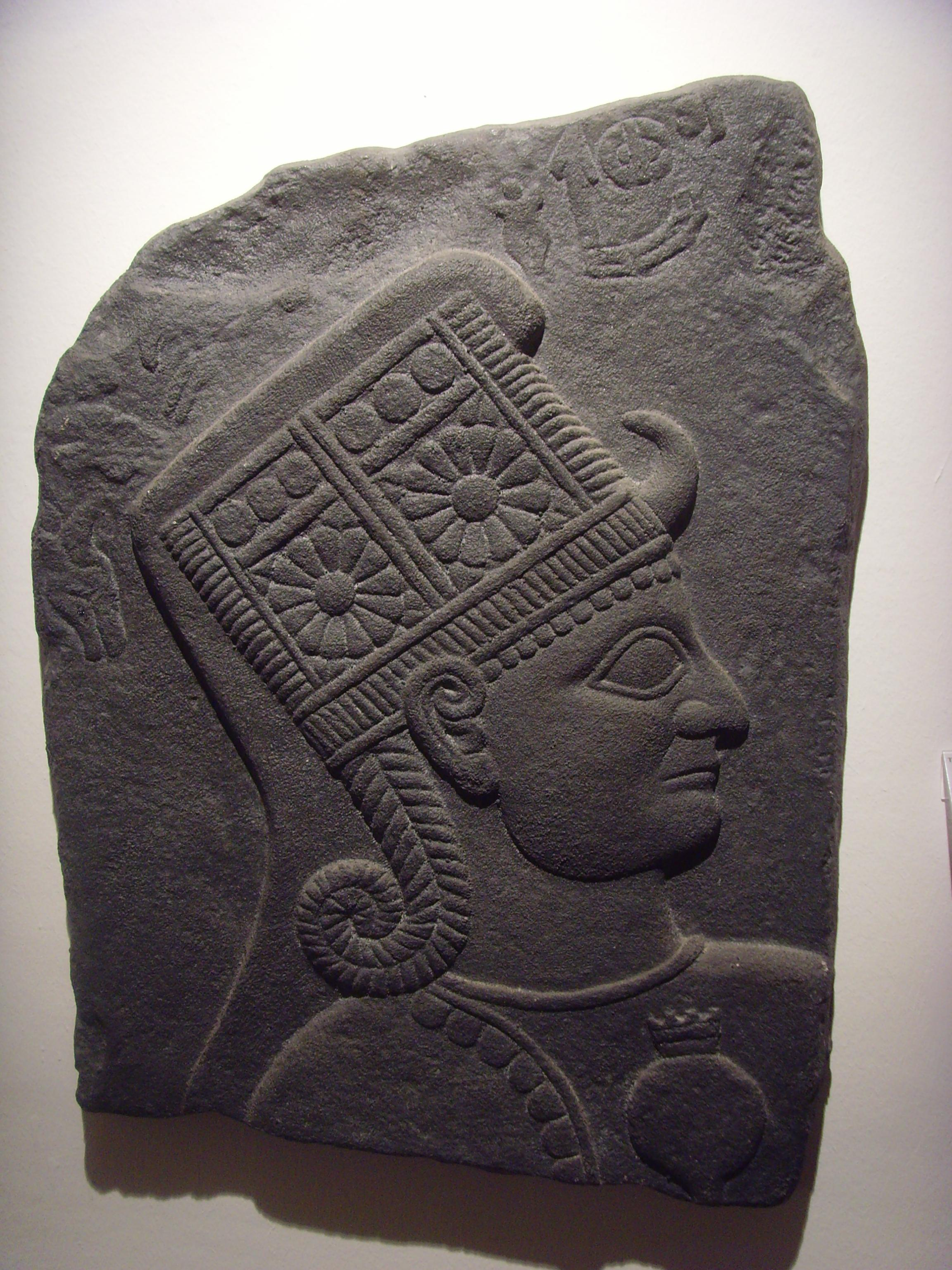
Рельеф из Музея турецкого и исламского искусства, изображающий Кубабу как богиню, которой поклонялись хетты.

- Кубаба, царица Месопотамии, которая правила самостоятельно в раннединастический период ( Киш III). Она также единственная женщина, включенная в список шумерских царей[20]. В «Хрониках Вейднера» она также положительно упоминается как «получившая суверенитет» от Мардука. Её имя благосклонно упоминается писцами в текстах предзнаменований, входит в значительную часть легенд[20]. Причина, по которой она связана с хеттами, заключается в том, что она была превращена в богиню, которой они поклонялись, вокруг неё существовал значительный культ[21]. Первые свидетельства её существования как божества относятся к началу XVIII века до нашей эры. Ей также поклонялись другие общества на Ближнем Востоке, в том числе фригийцы и ассирийцы. Она была богиней-матерью, которую хетты часто изображали в образе птицы[22].

## Афинское право
В древнем афинском законодательстве женщины были лишены многих прав, предоставленных их коллегам-мужчинам.
Афинским женщинам было запрещено:
- появляться в судах или участвовать в народном собрании (экклесии)[23]
- заключать контракты на какую-либо значительную сумму денег[24][25].

Респектабельные женщины не должны были появляться (или даже обсуждаться) на публике. Однако, этот идеал мог быть достигнут только самыми богатыми женщинами.
Афинянки имели право на развод, хотя при разводе они теряли все права на детей, родившихся у них от мужа.

## Римское право

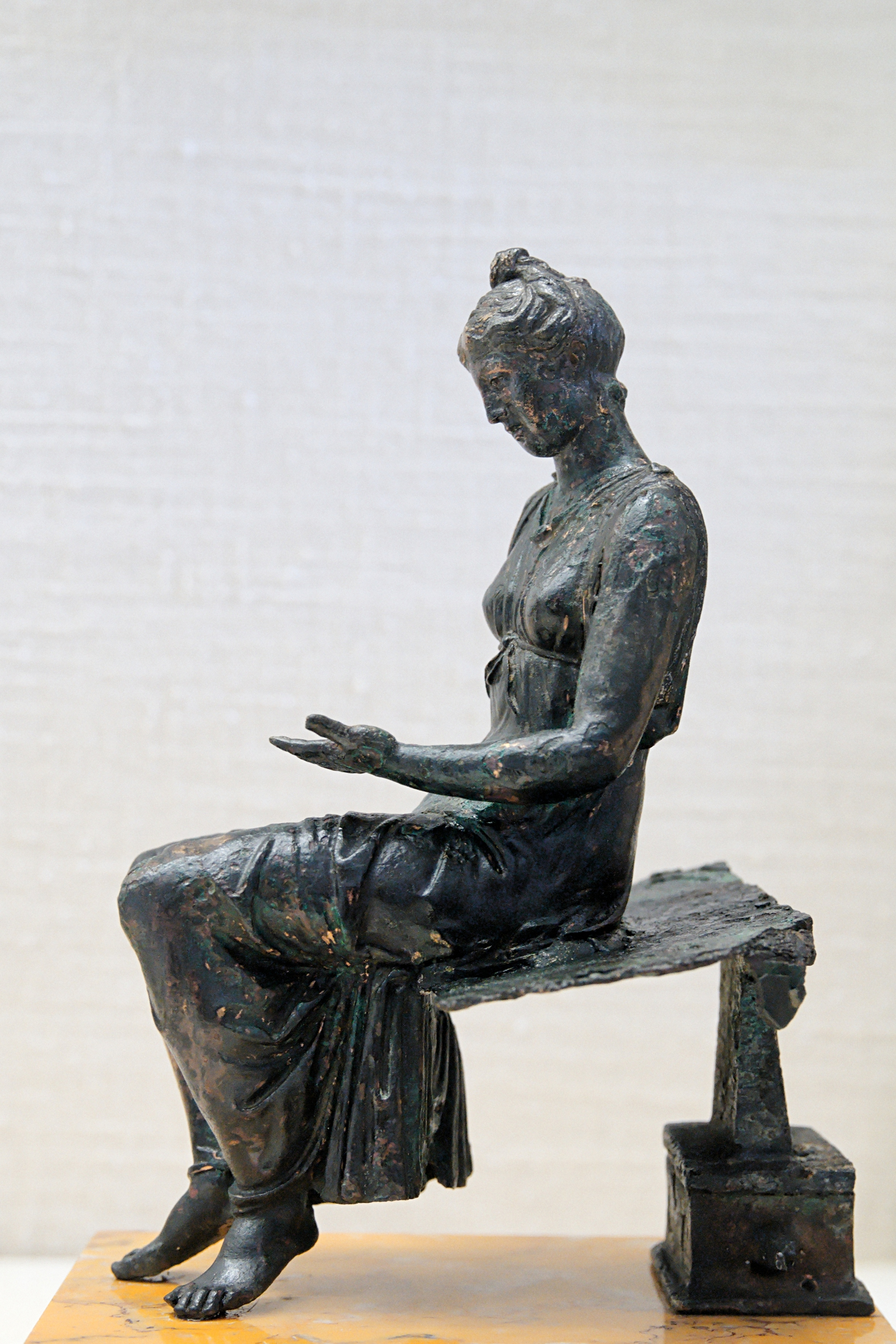
Бронзовая статуэтка читающей молодой женщины (конец I века)

Законы древнеримского права, как и законы древнеафинского права, дискриминировали женщин. Римское гражданство было многоуровневым, и женщины могли иметь гражданство второго сорта с определёнными ограниченными юридическими привилегиями и защитой, недоступными негражданам (перегринам), вольноотпущенным или рабам, но не наравне с мужчинами. Римское общество и законодательство были сексистскими и патриархальными.
Закон запрещал женщинам:
- голосовать
- баллотироваться на государственные должности
- служить в большинстве гражданских духовенств
- служить в любой должности в римской армии[31][32].

В Ранней республике женщины всегда находились под законным контролем какого-нибудь мужчины (отец, муж, опекун (tutela mulierum perpetua, обычно родственник), который должен был дать свое официальное одобрение на некоторые её юридические действия, обычно связанные с передачей собственности.
Император Август принял законы, поощряющие большие семьи; женщине, родившей как минимум троих детей, разрешалось стать sui luris (собственной личностью, юридически эмансипированной) в случае развода или смерти мужа, не подлежащей юридической опеке.
Все дети, рождённые в браке, были собственностью отца, наследовали его социальный статус, имя и гражданство. В случае развода или смерти отца дети оставались под единоличной опекой отца или его семьи. Внебрачные дети наследовали социальный статус, имя и гражданство своей матери до тех пор, пока отец не узаконил их.
В Ранней Империи (I—II вв. н. э.) дочери имели такое же право, как и сыновья, на наследование, если родитель умер, не оставив завещания (без завещания).
В Ранней республике юридический контроль и собственность женщины переходили от отца к мужу.
К моменту Поздней республики от брака Манус отказались (за исключением патрициев, поскольку некоторые священства были доступны исключительно патрициям, рождённым от брака Манус) в пользу так называемого «свободного брака». В этой более распространенной форме невеста оставалась под потестасом своего отца, а её муж имел над ней ограниченную юридическую власть, что давало более высокую степенью автономии, чем у большинства женщин в древнем мире. К концу Республики развод и повторный брак были относительно обычным явлением, хотя некоторые считали добродетельным жениться только один раз. Когда умирал отец женщины, она становилась юридически самостоятельной (sui iuris) раньше, чем женщина, состоящая в Манус- браке). Отец или муж могли, посредством положения в своем завещании, позволить своей жене или дочери выбрать свою собственную опеку. Право матери владеть имуществом и распоряжаться им посредством составления завещания обеспечивало определённое влияние на её взрослых сыновей.
Имущество женщины в свободном браке не переходило в собственность мужа, а оставалось во владении её отца до его кончины. В Поздней республике появились женщины, которые владели значительной собственностью и контролировали крупный бизнес.
Незначительное время римские женщины могли выступать в качестве адвокатов в судах, но последующий закон запретил это. Некоторые женщины были известны как эффективные стратеги в области права.
Прелюбодеяние вменялось в вину только женщине. Женатый мужчина, вступивший в половую связь с женщиной, которая не состояла или не могла состоять в законном браке, не считался правонарушителем.
Римское право признавало изнасилование преступлением, в котором жертва не несёт вины. Изнасилование было преступлением, караемым смертной казнью. Изнасилование в браке не считалось преступлением, а изнасилование рабыни могло преследоваться по закону только как причинение ущерба имуществу её владельца. Большинство проституток в Древнем Риме были рабынями, хотя некоторые рабыни были защищены от принудительной проституции согласно пункту в их договоре купли-продажи.
Занятие проституцией или артисткой делала женщину объектом бесчестия (инфамия). Выставив своё тело в открытый доступ, женщина лишалась права на защиту от сексуального или физического насилия.

## Византийское право
Византийское право основывалось на римском праве. Правовой статус женщин существенно не изменился по сравнению с практикой VI века. Традиционные ограничения женщин в общественной жизни и ограничения их независимости продолжались.
Большее влияние греческой культуры способствовало преобладанию домашней роли женщин, а не публичной.
Женщины, которые не были проститутками, рабынями или артистками, носили чадру. Как и в римском праве, женщины не могли:
- быть свидетелями
- занимать административные должности
- вести банковское дело

Женщины имели право:
- наследовать собственность
- владеть землей.

Юстиниан совершил следующие изменения в отношении женщин:
- санкционировал назначение матерей и бабушек воспитателями
- снял ограничения на браки сенаторов и других мужчин высокого ранга с женщинами низкого ранга, которые ранее были введены Константином
- Константин наказывал прелюбодеяние смертью, но Юстиниан смягчил наказание до изгнания в монастырь.

Вторые браки не поощрялись, особенно из-за того, что было узаконено прекращение права вдовы на собственность при повторном браке.
Конституции Леона в конце IX века:
- провозглашали, что третьи браки действительны, но супруг подвергался штрафам
- благословение священника сделалось необходимой частью церемонии бракосочетания.

Уголовное законодательство также изменило взгляды на женщин. Женщина, осужденная за прелюбодеяние, не могла повторно выйти замуж. Брак между христианином и евреем делал стороны виновными в прелюбодеянии.
Были приняты суровые законы против сводничества и инцеста. Похищение монахини или насилие над ней считалось тяжким преступлением. Женщины подвергались наказаниям за ношение одежды или украшений (кроме колец), имитирующих императорские. Актрисы и проститутки не должны были носить одежду девственниц. Если с консулом жила жена или мать, ему разрешалось нести большие расходы, чем если бы он жил один. Интересы работниц защищались постановлениями о регулировании гинецеев, прядения, крашения и т. д.

## Исламское право
В раннем средневековье первые усилия по улучшению положения женщин были предприняты во время ранних реформ ислама, когда женщинам были предоставлены большие права в браке, разводе и наследовании:
- было запрещено детоубийство женщин[англ.]
- признавалась полнота личности женщины[57]
- приданое было личной собственностью жены[56][58]
- по исламскому праву, брак рассматривался как «контракт», в котором согласие женщины было обязательным[56][57][58]
- имущество замужних женщин, включая землю, принадлежало им, было оформлено на их собственное имя и не становилось собственностью их мужей, что было серьёзным отличием от законов большинства стран Европы до современной эпохи
- женщинам были предоставлены права наследования в патриархальном обществе, которое ранее ограничивало наследование только родственниками-мужчинами"[56].

Аннемари Шиммель заявляет, что по сравнению с доисламским положением женщин исламское законодательство означало огромный прогресс; женщина имела право, по крайней мере, в соответствии с буквой закона, распоряжаться богатством, которое она принесла в семью или заработала собственным трудом, в т о время как общее английское право передавало имущество, принадлежавшее жене на момент бракосочетания, её мужу, что противоречило суре (Коран 4:7).

### Образование
Ислам сделал образование женщин священной обязанностью. Женщинам не только не запрещали изучать священную книгу Ислама, но и призывали научиться читать её, как и мужчин. Женщины в исламе основали многие исламские учебные заведения. Так, Фатима аль-Фихри основалаУниверситет Аль-Карауин в 859 году. При династии Айюбидов, в XII и XIII веках, в Дамаске было основано 160 мечетей и медресе, 26 из которых финансировались женщинами через систему вакфа (благотворительного фонда) или трастового закона. Половину покровителей этих учреждений также составляли женщины. По словам суннитского ученого XII века Ибн Асакира, в золотой век ислама женщины могли учиться, получать лицензию преподавателя (иджазу), квалификацию учёных. Особенно это касалось образованных и ученых семей. Женское образование в исламском мире было вдохновлено женами Мухаммеда: Хадиджой, Аишей. Согласно хадису, приписываемому Мухаммеду, он восхвалял женщин Медины из-за их стремления к религиозным знаниям.
Женщины часто посещали неформальные лекции и учебные занятия в мечетях, медресе и других общественных местах. Хотя не было никаких юридических ограничений на женское образование, некоторые мужчины не одобряли эту практику, например, Мухаммад ибн аль-Хадж (ум. 1336) был разгневан неофициальным прослушиванием лекций женщинами.

### Работа
Согласно исламскому праву женщины могли:
- заключать контракты
- покупать и продавать собственность
- предъявлять иски в суде от своего имени без мужчины-представителя их интересов
- заниматься торговлей
- вкладывать средства в трастовые фонды.

Рабочая сила в Халифате включала женщин, которые были заняты в различных профессиях и экономической деятельности:
- в качестве фермеров
- в качестве строительных рабочих, красильщиц, прядильщиц
- в качестве инвесторов, врачей, медсестёр, президентов гильдий, брокеров, коробейников, кредиторов, учёных[67] Мусульманские женщины также владели монополией в таких отраслях текстильной промышленности[66] (крупнейшая отрасль того времени), как прядение, крашение и вышивка. Для сравнения, права собственности женщин и наемный труд были относительно редкостью в Европе до промышленной революции XVIII и XIX веков[68].

### Уголовное право
- Финансовая компенсация за преступление против жертвы-женщины составляла половину от компенсации за жертву-мужчину[69]
- для предъявления женщине обвинения в супружеской измене требовалось четыре свидетеля
- для доказательства изнасилования, которое являлось уголовным преступлением, требовалось четыре свидетеля
- показания женщины в суде стоили вдвое меньше, чем показания мужчины[70]

### Закон о разводе
По исламским законам, чтобы официально инициировать развод, мужчине достаточно трижды произнести «таляк» (развод) в присутствии своей жены. Существует обязательный период ожидания в три месяца, и если за это время обнаружится, что жена беременна, развод не вступит в силу до тех пор, пока она не родит. Женщины всегда имели право инициировать развод, но в судебном порядке и с предоставлением доказательств основания для развода (жестокость, отсутствие обеспечения, дезертирство, импотенция и другие) .
Другой путь, называемый хула, развод по инициативе жены, включал возврат махра (приданого или подарка невесты), который муж заплатил ей при замужестве. При любом разводе, инициированном мужем, бывшая жена имеет право на выплату оставшейся или «отсроченной» части этого махра.

### Брак
Коран ясно разрешает многожёнство мужчинам (до 4-х жен), но только при справедливом отношении к каждой. Согласие первой жены перед вступлением в брак с другой женщиной не требуется.
Согласно ханбалитского мазхаба, отец может выдать свою несовершеннолетнюю дочь замуж без её согласия и даже при сопротивлении (с девятилетнего возраста).
Если женщина достигла зрелого возраста, необходимо её согласие на брак, которое выражается молчанием. Однако любая женщина должна выйти замуж с согласия её опекуна.
Хотя мужчины-мусульмане могут жениться на иудейках или христианках, женщинам запрещено выходить замуж за мужчин-немусульман.

## Российское право
Российская империя представляла собой патриархальное общество, в котором женщины подчинялись мужчинам, а молодежь — старшим. Но при этом Петр Великий указом 1722 года прямо запрещал любые принудительные браки, требуя согласия как невесты, так и жениха, сохраняя при этом требование разрешения родителей. Однако только мужчины имели возможность разорвать брак, заставив своих жен уйти в монастыри.
Юридически в отношении женщин существовали двойные стандарты.
К 1832 году Свод законов предписывал жене неограниченное повиновение мужу.
В XVIII веке Русская Православная Церковь запретила священникам разводиться.
Русские женщины страдали от ограничений на владение имуществом до 1753 года, когда вышел указ, гарантировавший, что дворянские семьи смогут обеспечить наследство дочери, сделав его частью её приданого. Права женщин улучшились в Советском Союзе.

## Европа
К 1500 году Европа была разделена на два типа светского права:
- обычное право (северная Франции, Англия, Скандинавия)
- римское право (южная Франция, Италия, Испания, Португалия).

Обычное право давало мужчинам больше прав, чем женщинам. Так, наследство  переходило к старшему наследнику мужского пола для элит Италии, Англии, Скандинавии и Франции. Во всех регионах законы также давали мужчинам значительную власть над жизнью, имуществом и телом своих жен.
Некоторые улучшения для женщин, по сравнению с древними обычаями, заключались в возможности наследовать в отсутствие своих братьев, заниматься определёнными ремеслами без получения приданого от своих мужей.
По римскому праву женщины находились под опекой мужчин в вопросах, касающихся собственности и закона: отцы опекали дочерей, мужья — жён, а родственники-мужчины —  вдов.
Брак сам по себе был крупнейшим фактором ограничения женской автономии. Одинокие или овдовевшие женщины не могли занимать государственные должности под тем предлогом, что однажды они могут выйти замуж.

## Законы Северной и Западной Европы

### Скандинавия
В языческой Скандинавии, до появления христианства, женщины имели относительно свободное и независимое положение. С приходом христианства в 800 году н. э. и до 1200 года существенных изменений в положении женщин не произошло.
В эпоху викингов законы Граугаус, норвежские законы Фростатинга, законы Гулатингаобеспечивали женщинам относительно свободный статус в скандинавских странах Швеции, Дании и Норвегии. Тётя по отцовской линии, племянница по отцовской линии и внучка по отцовской линии, именуемые одалквинна, имели право наследовать имущество умершего человека. При отсутствии родственников мужского пола незамужняя женщина, не имевшая сына, могла, кроме того, унаследовать не только имущество, но и положение главы семьи от умершего отца или брата: женщину с таким статусом называли  рингквинна. У неё было право требовать и получать штрафы за убийство члена семьи, если только она не вышла замуж, в результате чего её права переходили к мужу. После 20 лет незамужняя женщина, называемая маер и мей, достигала совершеннолетия, имела право выбирать место жительства и считалась перед законом самостоятельной личностью. Исключением из её независимости было право выбора брачного партнёра, поскольку браки обычно заключались кланом.
Вдовы пользовались таким же независимым статусом, как и незамужние женщины.
Женщины имели религиозный авторитет и выступали в качестве жриц (гыджа) и оракулов (сейдквинна); они были активны в искусстве как поэты (скальдеры) и мастера рун, а также как торговцы и знахарки. Возможно, они участвовали в военном деле (археологические находки воительницы из Бирки).
Замужняя женщина могла развестись с мужем и снова выйти замуж. Для свободной женщины также было социально приемлемо сожительствовать с мужчиной и иметь от него детей, не выходя за него замуж, даже если этот мужчина был женат: женщину в таком положении называли frilla. Не делалось различия между детьми, рождёнными в браке или вне брака: все дети имели право наследовать имущество после своих родителей, не было «законных» или «незаконных» детей.
Эти свободы постепенно исчезли после появления христианства, а с конца XIII века о них больше не упоминается. Статус женщины мог варьироваться в зависимости от того, в каком графстве она проживала.
Швеция первой создала национальный кодекс ландшлак Магнуса Эрикссона в 1350 году. В средневековой христианской Швеции имущество, принадлежавшее жене, было объединено с домом её мужа и передано под его опеку, что было похоже на другие страны Европы. Таким образом, все имущество жены распоряжалось мужем и могло быть свободно отчуждено, за исключением случаев, когда наследство её родственника составляло исключение. По закону и сыновья, и дочери могли наследовать имущество, но сыновья получали вдвое больше, чем дочери. Шведский закон защищал женщин от власти их мужей, передавая власть их родственникам-мужчинам. Имущество и земля жены также не могли быть отняты мужем без согласия её семьи, но и жена не могла этого сделать. Это означало, что женщина не могла передать свое имущество мужу без согласия семьи или родственника.
Гражданский кодекс Кристиана V 1683 года определял, что незамужняя женщина Дании и Норвегии находится под опекой своего ближайшего родственника мужского пола независимо от её возраста, в то время как замужняя женщина имеет статус Coverture (находится под опекой своего мужа). Те же условия закона применялись в Швеции-Финляндии в соответствии с Гражданским кодексом 1734 года. Законы оставались более или менее неизменными до середины XIX века.

### Ирландия
Древние ирландские законы были патриархальными и патрилинейными, наследование происходило по мужской линии. Законы жрецов (брегонов) исключили женщин из обычного применения закона. Женщины могли заключать контракты только в определённых поименованных случаях, а причинение вреда их имуществу регулировалось особыми правилами. Каждая женщина должна была иметь опекуна-мужчину. Женщины не имели права на владение землёй, им выделялось определённое количество скота (от отца) в качестве приданого .
Начиная с VIII века женщины наследовали недвижимость, если у них не было братьев. Если такая наследница выходила замуж за безземельного мужа, она считалась его законным опекуном, что приводило к очень необычному случаю полной смены гендерных ролей. Однако большинство женщин не владели землей и были зависимы от своих мужей, а по законам брегонов, человек не мог считаться свободным гражданином, если не владел землей самостоятельно. Нигде в ирландских исторических трактатах не упоминается ни одна женщина-Верховная королева или вождь.
В конце XVII века появились многочисленные сообщения о женщинах, унаследовавших дворянские поместья, и/или мужчинах, наследующих по женской линии. Эти наследницы были из английских и ирландских семей.
Святой Патрик и введение христианского римского права повлияли на средневековый ирландский взгляд на брак. К VIII веку предпочтительной формой брака был брак между социальными равными, при котором женщина зависела от своего мужа, но могла осуществлять значительные полномочия в отношении передачи собственности. Таких женщин называли «женщинами совместного владычества». Сохранившиеся тексты указывают на то, что сыновья могут оспаривать плохие контракты, которые нанесут вред их наследству. Дочери, однако, по-прежнему имели небольшую юридическую независимость или вообще не имели её, хотя после VIII века родители больше не могли принуждать их к браку.

### Англия
Примерно в 60 году нашей эры Боудикка, кельтская королева в Восточной Англии, вела борьбу против Римской империи, стремясь сохранить права своих дочерей на наследование (такое право было в доримских системах, но аннулировалось римлянами).
Англия имеет сложную историю юридических прав женщин. После норманнского завоевания Англии были отменены некоторые законы 1066 года, что вызвало расхождения с законами Континентальной, Ирландской и других Священной Римской империи . Это расхождение, когда Англия дала больше прав женщинам, стало причиной конфликта с Французской и другими монархиями Священной Римской империи на протяжении веков, включая Столетнюю войну, попытку вторжения испанской армады и Войну за австрийское наследство.
Великая хартия вольностей 1215 года и Билль о правах 1689 года давали женщинам права, отсутствующие в системах Священной Римской империи. Правление Елизаветы I с 1558 по 1603 год было видимым и успешным утверждением прав одиноких женщин наследовать собственность, зарабатывать деньги, осуществлять свободу действий и иным образом действовать в качестве юридических субъектов, эквивалентных одиноким или женатым мужчинам. Эти права были важным фактором в английской Реформации и английском Просвещении Мидлендса. Однако эти права по-прежнему были приостановлены для замужних женщин.
Англия предоставила право голоса женщинам-гражданкам в возрасте 30 лет и старше, соответствующим имущественному цензу, повсеместно и независимо от семейного положения в 1918 году (Закон о народном представительстве). Равные избирательные права с мужчинами были достигнуты с Законом о равных избирательных правах 1928 года, который разрешал голосовать всем женщинам в возрасте 21 года и старше. Несколькими столетиями ранее некоторые из британских колоний в Северной Америке, в том числе колония Нью-Джерси, в своей конституции предоставили право голоса женщинам. Общие законы Coverture, требующие, чтобы имущество замужней женщины принадлежало её мужу, означали, что замужние женщины обычно не могли претендовать на это право.
До норманнского завоевания в 1066 году в разных регионах Англии были разные законы.
Законы Этельстана содержали особенно жестокое положение о наказании рабыни, осужденной за воровство: она должна была быть сожжена заживо восемью-десятью другими рабынями.
Другие законы были направлены против практики женского колдовства. Сожжение было наказанием, специально предназначенным для женщин, осужденных за измену или колдовство.
Закон Этельберта Кентского гласил, что если мужчина похитил жену свободного человека, он должен за свой счёт добыть для мужа другую жену. (См. также похищение невест). Кодексы содержат мало положений относительно собственности замужних женщин, но эти немногие, по-видимому, доказывают, что они находились в лучшем положении, чем в более поздние времена.
Выкуп за невесту муж платил семье жены , а утренний подарок выплачивался самой невесте. В своей английской форме утренний дар встречается в законах Канута; в латинизированной форме morgangiva  встречается в Leges Henrici Primi .
Старое общее и статутное право Англии ставило женщин в особое положение. Женщина была освобождена от юридических обязанностей, ей не мог быть предоставлен замок, предназначенный для защиты королевства. Она могла получать почтение, но не оказывать его в той форме, которую используют мужчины.
Женщина могла быть констеблем замка или деревни.
Должность шерифа для женщины была недоступной, за исключением одного случая в Уэстморленде в XVII веке, когда шерифом стала Анна, графиня Дорсет, Пембрук и Монтгомери.
Эдуард III претендовал на французскую корону после того как в 1328 году умер король Франции Карл IV, не оставивший сыновей, Эдуард как сын его сестры предъявил права на французский трон. Однако это требование было нарушением французского конституционного закона, иск был отклонён.
Великая хартия вольностей защищала права вдовы на собственность, что резко контрастировало с законами Салика.
Закон Эдуарда III о роскоши 1363 г. (37 Edw. III, cc. 8-14) женщинам было предписано одеваться в соответствии с положением своих отцов или мужей. Во времена принятия этих законов о роскоши торговые интересы женщин защищались законодательным органом.
В некоторых случаях жёнам и дочерям торговцев разрешалось помогать мужьям и отцам в бизнесе. Ост-Индская компания, не признавала различий по полу среди своих членов.
По общему праву женщина могла владеть как недвижимостью, так и личным имуществом. Однако в случае замужней женщины муж имел отношение к любой недвижимости (аренда из вежливости). Личное имущество переходило в собственность мужа абсолютно, за исключением некоторых предметов украшения или домашнего обихода, называемых атрибутикой. При замужестве все имущество жены переходило в руки мужа, даже если оно было её семейным наследством. Любые деньги, заработанные женой трудом или торговлей, также попадали в руки её мужа, которому она должна была подчиняться согласно брачным обычаям того времени.
В исторической Англии допускалось домашнее насилие, пока оно не нарушало общественного спокойствия. Муж или хозяин имел законное право избивать свою жену, ребёнка или слугу при условии, что он не убил их и не нарушил общественный порядок.
Мужья имели право на неограниченный доступ к телу своей жены до конца XX века, когда концепция изнасилования в браке была признана и криминализирована.

### Шотландия
В Шотландии, в эпоху законов Regiam Majestatem (XIV век) женщины были объектом особого правового регулирования. Сумма mercheta mulieris (налог, уплачиваемый сеньору при замужестве дочери его арендатора) устанавливалась в зависимости от ранга женщины. Многочисленные древние законы касались вопросов торговли и роскоши. Они до сих пор сохранились на острове Алва. Согласно Leges Quatuor Burgorum, женщины-пивовары, производящие плохой эль, должны были лишиться восьми пенсов и сажаться на позорный стул, а также должны были ставить английское пиво возле своего дома под угрозой штрафа в четыре пенса. Те же законы также предусматривали, что замужняя женщина, совершившая правонарушение без ведома мужа, может быть наказана как несовершеннолетний ребёнок.

### Уэльс
Вторая часть сводов законов Уэльса начинается с «женских законов», таких как правила, регулирующие брак и раздел имущества в случае развода супружеской пары. Положение женщин Уэльса значительно отличалось от положения их нормандско-английских современниц. Брак мог быть заключен двумя основными способами:
- обычно женщину отдавали мужчине её родственники
- ненормальным способом был побег женщины с мужчиной без согласия её родственников.

Если женщина сбегала, её родственники могли заставить её вернуться, но только если она не потеряла девственность. Если отношения длились семь лет, она приобретала те же права, как если бы замуж её отдали её родственники.
Выплаты, связанные с браком:
- Amobr (плата опекуну за потерю женщиной девственности, будь то в результате замужества или по каким-либо другим причинам)
- Cowyll (выплата женщине от мужа на следующее утро после свадьбы, означала её переход от девственницы к замужней женщине)
- Agweddi —  сумма общего имущества, принадлежащего паре, которая причиталась женщине, если пара расставалась до истечения 7 лет. Сумма зависела от статуса женщины по рождению, независимо от фактического размера общего имущества. Если брак распался по истечении 7 лет, женщина имела право на половину общего фонда
- если женщина заставала своего мужа с другой женщиной, она имела право на выплату в 60 пенсов в первый раз и фунта во второй раз; в третий раз она имела право развестись с ним.

Если у мужа была наложница, жене разрешалось ударить её без выплаты какой-либо компенсации, даже если это приводило к смерти наложницы.
Муж мог избить женщину только за три вещи:
- за то, что она отдала то, что она не имела права отдавать
- её застали с другим мужчиной
- она пожелала запятнать бороду мужа.

Если муж избивал жену по какой-либо другой причине, она имела право на выплату sarhad.
Если муж застал её с другим мужчиной и избил, он не имел права на дальнейшую компенсацию.
Женщинам не разрешалось наследовать землю, за исключением особых обстоятельств, но правило раздела движимого имущества в случае смерти одного из супругов было одинаковым для обоих полов. Имущество делилось на две равные половины: одну половину наследовал выживший партнёр, другую половину умирающий мог передать по наследству.

### Законы эдвардианской эпохи
В 1911 году по английским законам самый ранний возраст, в котором девочка могла заключить действительный брак, составлял 12 лет; для мальчиков —14.
В соответствии с «Законом о поселении младенцев 1855 года» действительное урегулирование могло быть произведено женщиной в возрасте 17 лет с одобрения суда, тогда как возраст мужчины составлял 20 лет;
«Закон о собственности замужних женщин 1907 года» определял, что любая выплата мужем имущества его жены не имела силы, если она не была исполнена ею (по достижении совершеннолетия).
Незамужняя женщина обязана была содержать внебрачных детей до достижения ими 16-летнего возраста.
Замужняя женщина, имеющая отдельное имущество, в соответствии с «Законами о собственности замужних женщин» 1882 и 1908 годов несла ответственность за содержание своих родителей, мужа, детей и внуков.
По общему праву отец, а не мать, имел право на опеку над законным ребёнком до 16 лет и мог утратить такое право только в результате неправомерного поведения. Канцлерский суд, придерживался менее строгого взгляда на отцовские права и больше обращал внимание на интересы ребёнка, а, следовательно, в некоторых случаях на расширение материнских прав.
В соответствии с Законом об опеке над младенцами 1873 года опека над ребёнком или контроль над ним передаются матери. Закон о судебной власти 1873 года постановил, что в вопросах, касающихся опеки и образования младенцев, преобладают правила справедливости.
Самыми примечательными ограничениями, с которыми женщины все ещё сталкивались в 1910 году, были:
- исключение наследниц из права наследования недвижимости, за исключением случаев отсутствия наследника мужчины
- муж мог получить развод из-за прелюбодеяния своей жены, тогда как жена могла получить его только из-за сочетания прелюбодеяния мужа с какой-либо другой причиной (жестокость или дезертирство).

Почти все существующие дискриминации были отменены Законом о дисквалификации (удалении) по признаку пола 1919 года.

### Испания и Аквитания
До введения Салического закона в 1500-х годах в Испании и Южной Франции эти регионы входили в состав Вестготского королевства (418—721 гг.) и различных его государств-преемников (Астурия, Леон, Кастилия, Наварра, Арагон , Аквитания (Окситания) и Лангедок).
Вестготское право (Вестготская правда) и римское право в совокупности предоставили женщинам некоторые права:
- наследование земли и титула и управление ими независимо от своих мужей или родственников-мужчин (вестготское право, кодифицированное в 642/643 и расширенное в Кодексе Рекчесвинта 653 года)
- право распоряжаться своей собственностью по законным завещаниям, если у них не было наследников
- представлять себя и свидетельствовать в суде к 14 годам
- заключать собственные браки к 20 годам

В Испании эти законы были дополнительно кодифицированы между 1252—1284 годами Альфонсо X Кастильским с Siete Partidas .
Позже эти права были отменены Салическими законами (введены, чтобы запретить дочерям Изабеллы I Кастильской наследовать наследство в Арагоне). Сегодня испанский трон наследуется по родственному первородству по мужскому предпочтению.

## Аргентинский вице-королевский закон
Колониальная Аргентина в XVI веке включала женщин испанского, коренного или смешанного происхождения. Испанские женщины, как потомки колонизаторов, имели более высокий статус, чем женщины коренных народов. Но роль всех женщин, независимо от расового происхождения, ограничивалась домом и семьей, домашними обязанностями, уходом за детьми. Колониальная Аргентина, будучи католической, находилась под сильным влиянием Римско-католической церкви, которая продвигала патриархальную семейную структуру. Тем не менее аргентинки имели несколько положительных прав, таких как равное наследование с братьями.

## Китайское право
Женщины на протяжении всего исторического и древнего Китая считались низшими и имели подчиненный правовой статус в соответствии с конфуцианским законом.
В императорском Китае «Три послушания» призывали дочерей подчиняться своим отцам, жен — своим мужьям, а вдов — своим сыновьям. Женщины не могли наследовать бизнес или богатство, мужчине приходилось усыновлять мальчика для этих целей.
Позднеимперское право предусматривало семь различных типов разводов. С женой могли развестись, если она:
- не родила сына
- совершила прелюбодеяние, не подчинилась родителям
- слишком много говорила
- воровала
- ревновала
- страдала от неизлечимой или отвратительной болезни или расстройства.

Муж не мог развестись, если:
- у жены не было семьи, куда можно было бы вернуться
- семья мужа раньше была бедной, но стала богаче.

## Японское право
Правовой статус женщин в исторической Японии был относительно высоким, особенно по сравнению с соседним Китаем, до падения правительства Сёгунат Камакура в 1333 году, когда женщины потеряли право наследовать землю. После 1582 года Япония стала нормативной патриархальной страной.
Правовое и обычное положение женщин ухудшилось после 1890 года по мере модернизации правовых кодексов на основе французской и немецкой систем. После послевоенного 1947 года положение женщин улучшилось.

## Индийское право
На протяжении большей части истории индийцы использовали свой индуистский правовой кодекс, основанный на религиозных текстах, известных как дхармасатры. Одной из дхармасатр была Ману Смрити, защищавшая права собственности женщин, а также права на наследство. Но женщина всегда находилась под опекой мужчины (отца, мужа, сына) .
Интерпретация кодекса была гибкой в зависимости от местных советов (панчаяты). Интерпретировали кодекс сельские старейшины мужского пола, но женщины не всегда были исключены. Во времена колониальной англо-индийской судебной системы ситуация изменилась.
Колониальный захват британцами в XVII и XVIII веках оказал следующее положительное влияние на права женщин на Индийском субконтиненте:
- было объявлено вне закона сожжение вдов
- было объявлено вне закона детоубийство женского пола
- повышен возраст согласия.

Ограничение британцами прав женщин состояло в следующем:
- отмена местных таможенных законов в пользу отдельных религиозных кодексов для индуистов и мусульман, которые предусматривали более жесткое обращение с женщинами
- женщины стали иметь меньше прав в вопросах землевладения, наследования, развода, брака и содержания.